# فلاح‌آباد (گلبهار)
فلاح‌آباد (چناران)، روستایی از توابع بخش گلبهار شهرستان چناران در استان خراسان رضوی ایران است.
اولین بار ارشیا فلاح نیا از مهاجران اولیه به این منطقه مهاجرت کرد و باعث ابادی این محل شد و بعدها نام این روستا به افتخار استاد فلاح نیا(مجتبی فلاح زاده) به فلاح اباد تغییر کرد.

## جمعیت
این روستا در دهستان بیزکی قرار دارد و براساس سرشماری مرکز آمار ایران در سال ۱۳۸۵، جمعیت آن ۳۱ نفر (۷خانوار) بوده‌است.